# Brotogeris
Brotogeris (del griego antiguo brotogērus, lit. "con voz humana") es un género de aves psitaciformes de la familia Psittacidae que contiene varias especies de loros de pequeño tamaño naturales de la región tropical americana. Son conocidos comúnmente como catitas, periquitos o pihuichos.

## Especies
El género está compuesto por las siguientes especies:
| Nombre científico       | Nombre común                                   | Imagen |
| ----------------------- | ---------------------------------------------- | ------ |
| Brotogeris tirica       | Periquito verde, catita tirica, periquito rico |        |
| Brotogeris chiriri      | Catita chirirí                                 |        |
| Brotogeris versicolurus | Catita versicolor                              |        |
| Brotogeris jugularis    | Periquito bronceado, catita churica            |        |
| Brotogeris sanctithomae | Catita frentigualda                            |        |
| Brotogeris pyrrhoptera  | Periquito macareño                             |        |
| Brotogeris cyanoptera   | Catita aliazul                                 |        |
| Brotogeris chrysoptera  | Catita alidorada                               |        |